# Umm al-Khair (Hebron)
Umm al-Khair (àrab: أم الخير, Umm al-Ḫayr) és una vila palestina de la governació d'Hebron, a Cisjordània. Segons l'Oficina Central Palestina d'Estadístiques tenia 681 habitants el 2016. Pertanyen a cinc famílies.

## Història
En 1883 el Survey of Western Palestine (SWP) del Fons per a l'Exploració de Palestina va assenyalar "piles de pedres" a Rujm Umm Kheir.
Els pobladors palestins s'hi van establir fa algunes dècades després que Israel els expulsés del desert d'Arad, i va comprar la terra dels residents a la vila palestina de Yatta. Segons David Shulman el proper assentament de Carmel es troba a les terres confiscades dels beduïns d'aquest poble.
Els activistes dels drets humans i els periodistes han criticat la manca de serveis per als vilatans, mentre que els colons propers gaudeixen de comoditats modernes. Segons Nicholas Kristof del New York Times, Carmel és
| « | Un bonic oasi verd que es veu com un suburbi americà. Té jardins exuberants, nens amb bicicleta i llars amb aire condicionat. També té un graner d'escalfament electrificat que funciona com a negoci ". Més enllà de la tanca de filferros de pues, als beduïns d'Umm al-Kheir en tendes se'ls nega la connexió a la xarxa elèctrica, els graners per a la seva ramaderia i sanitaris, i es demoleixen tots els intents de construir habitatges permanents. Elad Orian, un activista israelià de drets humans, va assenyalar que les gallines de la granja d'aus de corral de Carmel obtenen més electricitat i aigua que els beduïns palestins propers | » |

Hammerman escriu:
| « | Just al costat de les cases senyorials, amb aire condicionat, jardins de reg per degoteig i estanys de colors, algunes famílies ampliades, inclosos els vells, les dones grans i els infants viuen en habitatges de revestiment de plàstic i estany, tot i que també hi ha algunes estructures de blocs de formigó. Es trepitgen sòls trencats i àrids. No tenen aigua corrent. No estan connectats a la xarxa elèctrica que il·lumina tots els establiments i llocs avançats en aquesta regió remota. No tenen carretera d'accés. | » |

David Dean Shulman ha pres la paraula d'un dels vilatans, un jove anomenat Id al-Hajalin, que després d'esbossar les seves dificultats, va mostrar dos documents, un rebut d'impostos que pagava per la seva terra i un altre, un ordre de les autoritats militars per enderrocar la seva llar. Va comentar:
| « | Per què volen destruir la meva casa? On puc anar? Puc anar a Amèrica? No tinc res, i no volen treure res de mi. Em pots ajudar? On se suposa que hauria d'anar?.” | » |

Umm al-Khair va ser un dels temes principals del llibre de 2016 The Way to the Spring: Life and Death in Palestine de Ben Ehrenreich.